# همبستگی جمهوری‌خواهان ایران
همبستگی جمهوری‌خواهان ایران (تأسیس مرداد ۱۳۸۹) یک سازمان سیاسی ایرانی در خارج از کشور است که به عنوان اپوزیسیون جمهوری اسلامی ایران و با هدف تأسیس یک حکومت جمهوری سکولار و دموکرات در ایران فعالیت می‌کند. از اعضای فعال این سازمان می‌توان به الاهه شکرایی، مهدیه گلرو،رضا علوی، علی افشاری، پرویز مختاری و مهدی عربشاهی اشاره کرد. انجمن‌های عضو این سازمان در شهرهای مختلف اروپا و آمریکا فعال هستند.

## تاریخچه
این سازمان مرداد ۱۳۸۹ و به نام اتحاد برای پیشبرد سکولار دموکراسی در ایران (اپسدا) تأسیس شد. اپسدا، آبان ۱۳۹۳ با سازمان جمهوری‌خواهان ایران به وحدت تشکیلاتی رسید و نام خود را به همبستگی برای جمهوری عرفی و حقوق بشر در ایران تغییر داد.
سرانجام خرداد ۱۳۹۶ در همایش لس آنجلس نام این کنونی سازمان یعنی همبستگی جمهوری‌خواهان ایران نهایی شد که به اختصار هجا نیز نامیده می‌شود.

## ساختار تشکیلاتی
هجا متشکل از انجمن‌های شهری و محلی جمهوری‌خواهان است و در حال حاضر در شهرهایی چون نیویورک، دالاس، ونکوور، مونترال، و برخی کشورها چون آلمان، فرانسه ,هلند و کشورهای اسکاندیناوی به مرکزیت کشور سوئد فعال است. یکی از انجمن‌های فعال عضو هجا انجمن جمهوری‌خواهان ایران (واشینگتن دی سی) است. برخی از اعضای منفرد نیز در انجمن‌های مجازی و آنلاین عضو هجا فعالیت می‌کنند.
بر اساس اساسنامه هجا ارکان این سازمان به ترتیب اهمیت از نظر تصمیم‌گیری عبارت است از: همایش سالانه، شورای عالی، هیئت سیاسی-اجرایی (هسا) و کمیته‌ها. هیئت سیاسی-اجرایی بالاترین رکن اجرایی هجا و سخنگوی رسمی سازمان است که دارای هفت عضو اصلی و دو عضو علی‌البدل است. کمیته‌های سازمان نیز عبارت است از: کمیته تشکیلات-مالی، کمیته رسانه و روابط عمومی، کمیته آکسیون و کارزار، کمیته روابط بین‌الملل، کمیته زنان و مبارزه با تبعیض، کمیته همکاری و پروژه‌های مشترک، و کمیته سیاسی.

## باورها و دیدگاه‌ها
علی افشاری عضو هجا در گفتگو با برنامه به عبارت دیگر از شبکه بی‌بی‌سی فارسی هدف این سازمان را گذار خشونت‌پرهیز از جمهوری اسلامی و ایجاد یک حکومت سکولار دموکرات یا عرفی در ایران بیان کرد. 

بر اساس منشور هجا، این تشکل سیاسی امکان اصلاح جمهوری اسلامی از طریق ساختارهای درونی را منتفی دانسته و ایجاد تغییر را از طریق جنبش‌های اجتماعی، اعتراضات میدانی، و جامعه مدنی بر اساس مقاومت و نافرمانی مدنی با هدف به تسلیم واداشتن دیکتاتوری ممکن می‌داند. هجا بر پایان دادن به تمامی اشکال تبعیض‌های پیدا و پنهان اعم از مذهبی، اتنیکی، عقیدتی، جنسیتی، سبک زندگی و گرایش جنسی تأکید دارد. هجا با مجازات اعدام به صورت مطلق مخالف است. هجا بر حفظ تمامیت ارضی و یکپارچگی سرزمینی ایران در عین رعایت حقوق برابر همه اقوام ایرانی و نبود تبعیض اتنیکی تأکید می‌ورزد. هجا برشکل‌گیری ساختار انتخاباتی دموکراتیک مبتنی بر موازین انتخابات آزاد و منصفانه براساس اعلامیهٔ جهانی حقوق‌بشر و اعلامیهٔ اتحادیه بین‌المجالس تأکید دارد. هجا با مداخله دولت‌های خارجی در امور داخلی ایران و تغییر حکومت یا براندازی با عاملیت و صحنه‌گردانی خارجی مخالف است. همچنین تحریم‌هایی که پیامدهای اصلی آن باعث رنج و آزار مردم و به‌خصوص قشرها محروم می‌شود را مضر و منفی به‌شمار می‌آورد.

## فعالیت‌ها و مواضع
این سازمان پنجمین همایش سالانه خود را شهریور ۱۳۹۸ در دانشگاه جرج واشینگتن برگزار کرد. در این همایش موضوعاتی چون نقش همگرایی جمهوری‌خواهان در گذار به دموکراسی، اعتراضات مدنی در ایران، و مباحث مدیریت دوران گذار پرداخته شد.

هجا به تحریم فعال و هدفمند انتخابات مجلس یازدهم تأکید داشت و آن را در ادامه اعتراضات آبان ۹۸ و مبارزات مردم ایران برای تغییر جمهوری اسلامی دانست. همبستگی جمهوری‌خواهان ایران در فراخوان مشترکی همراه با حزب چپ ایران (فداییان خلق)، اتحاد جمهوری‌خواهان ایران، و سازمان‌های جبهه ملی ایران در خارج از کشور تحریم انتخابات را فرصتی مناسب برای پیوند زدن امتناع از صندوق رای با اعتراضات خیابانی توصیف کردند.

## ساختار[۱۲]
همبستگی جمهوری‌خواهان ایران دارای چهار رکن برای اداره سازمان است که عبارتند از:
1. همایش:همایش با شرکت نمایند گان منتخب انجمنهای محلی و مجازی بصورت سالیانه برگزار می‌شود و بالاترین نهاد تشکیلاتی سازمان است. این نهاد مسئولیت تدوین سیاستها و چارچوب عمومی فعالیتها و انتخاب هیئت سیاسی - اجرایی، هیئت رئیسه شورای عالی و هیئت داوری را بر عهده دارد.
2. شورای عالی: در غیاب همایش بالاترین مرجع تصمیم‌گیری در حزب است و مسئولیت‌هایی مانند نظارت و بررسی و تصویب سیاستهای عمومی، برکناری یک یا چند عضو هیئت سیاسی- اجرایی و جایگزینی آنها. شورای عالی دارای هیئت رئیسه ای سه نفره می‌باشد که توسط همایش انتخاب می‌شود.
3. هیئت سیاسی - اجرایی: گروهی متشکل از ۷ نفر عضو اصلی و ۲ نفر عضو علی‌البدل است که توسط همایش انتخاب می‌شود. هیئت وظیفه اداره مجموعه و کمیته‌های حزب را دارد.
4. هیئت داوری: گروهی سه نفره می‌باشد که توسط همایش انتخاب می‌شوند و مسئولیت رسیدگی به اختلافات بین اعضا، کارگروه‌ها و کمیته‌ها با مسئولان هیئت سیاسی - اجرائی را برعهده دارد.

## نهمین همایش سالیانه همبستگی‌ جمهوری‌خواهان ایران
نهمین همایش سالیانه همبستگی‌ جمهوری‌خواهان ایران با عنوان "انقلاب زنانه، نوزایی ملی، زندگی انسانی" به میزبانی انجمن آلمان-هلند این سازمان در شهر کلن کشور آلمان برگزار شد. در تاریخ ۲۰ آبان نخستین روز این همایش، با شرکت جمعی‌از فعالان سیاسی، حقوق بشری، مدنی، زنان و علاقمندان به مباحث سیاسی حضور با سخنرانی محمدرضا نیکفر، پژوهشگر فلسفه، آغاز شد و با سه پنل گفت‌وگو ادامه یافت.
پنل اول با عنوان "ارزیابی همگرایی‌ها و تمرین دموکراسی"، با شرکت بهروز خلیق، تقی‌ رحمانی، مهدی فتاپور و مهدیه گلرو بر شرایط و موانع همگرایی اپوزیسیون متمرکز شد. پنل دوم با حضور نعیمه دوستدار، فرزانه عظیمی‌ و هرمینه هورداد با موضوع "زنان و مشارکت سیاسی" دنبال شد. در نهایت در پنل سوم محمود جعفری، حسن شریعتمداری، مهدی عربشاهی و رضا علیجانی به بحث پیرامون موضوع "نوزایی ملی‌ و موجودیت سرزمینی" پرداختند. هر کدام از این بخش‌ها با مشارکت حاضران و پرسش و پاسخ برگزار شد.
در روز دوم همایش، مسئولان جدید همبستگی‌جمهوری‌خواهان ایران (هجا) با رای اعضا انتخاب شدند. طبق آرا علی افشاری، سهراب پهلوان، فریبا راد، میترا عالی‌، رضا علیپور، مهدیه گلرو، فرهاد یگانه به عنوان اعضای اصلی‌ هیات سیاسی اجرایی و هادی آقازری، آزاده دواچی و ساسان شرفی به عنوان اعضای علی‌البدل برای مدت یک سال انتخاب شدند. اعضای هجا صادق شجاعی، مهدی امینی و پرویز مختاری را نیز به عنوان هیات رییسه شورایی عالی‌ این سازمان برگزیدند که وظیفه نظارت بر هیات سیاسی اجرایی را بر عهده دارد.

## دهمین همایش سالیانه همبستگی‌ جمهوری‌خواهان ایران
دهمین همایش سالانه جمهوری خواهان ایران در  کالج کانادا در شهر مونترال به میزبانی انجمن جمهوری‌خواهان مونترال در ۹ و ۱۰ نوامبر برگزار شد. در روز نخست و بخش عمومی همایش سخنرانی‌ها و مطالبی پیرامون اهمیت گذار انقلابی و‌ چگونگی کمک به تسهیل انقلاب آرام، موانع ذهنی و اجتماعی پیش‌روی زنان و عدالت جنسیتی، تاثیرات جنبش زن زندگی آزادی، ضرورت و تبیین چگونگی نوسازی اپوزیسیون، تاثیرات تشدید بحران سیاست خارجی بر سیاست داخلی و اقتصاد ایران و ارزیابی از عملکرد دولت پزشکیان و تحولات در عرصه سیاسی و نقش اپوزیسیون در تقویت رویکردهای معطوف به عدالت انتقالی ارائه شد، همچنین پیام هایی از جمعی از فعالان دانشجویی دانشگاه‌های تهران، اتحاد جمهوری خواهان ایران، جبهه ملی ایران -اروپا، حزب چپ ایران، انجمن جمهوری خواهی استرالیا و بنیاد مردم قرائت و منتشر شد.
در پایان همایش، اسناد جدید هجا در سه حوزه سیاست داخلی، سیاست خارجی و اقتصاد تنظیم و با مشارکت اعضا نهایی شد. همچنین چشم‌انداز فعالیت‌های آینده این تشکل سیاسی جمهوری خواه با تمرکز بر تقویت همگرایی جمهوری‌خواهان و پیشبرد گذار انقلابی و نه به جنگ تبیین شد.   هیئت رییسه اجرایی-سیاسی همبستگی جمهوری خواهان برای یک سال به شرح زیر انتخاب شدند: 
اعضاء اصلی: 
هادی آقازری 
علی افشاری 
یاشار داد 
فریبا راد 
میترا عالی
رضا علیپور 
مجتبی هاشمی
اعضاء علی‌البدل:
امیر خدیر 
صادق شجاعی 
کاظم کشاورز